# Welles-Pérennes
Welles-Pérennes är en kommun i departementet Oise i regionen Hauts-de-France i norra Frankrike. Kommunen ligger i kantonen Maignelay-Montigny som tillhör arrondissementet Clermont. År 2022 hade Welles-Pérennes 238 invånare.

## Befolkningsutveckling
Antalet invånare i kommunen Welles-Pérennes
| Referens: INSEE |